# San Clemente del Tuyú
San Clemente del Tuyú är en ort i Argentina.   Den ligger i provinsen Buenos Aires, i den östra delen av landet, 240 km sydost om huvudstaden Buenos Aires. San Clemente del Tuyú ligger 6 meter över havet och antalet invånare är 11 174.
Terrängen runt San Clemente del Tuyú är mycket platt. Havet är nära San Clemente del Tuyú åt nordost. San Clemente del Tuyú är det största samhället i trakten.